# نئومی (پنسیلوانیا)
نئومی (به انگلیسی: Naomi) یک منطقهٔ مسکونی در ایالات متحده آمریکا است که در شهرستان فایت، پنسیلوانیا واقع شده‌است. نئومی ۰٫۷۵ کیلومتر مربع مساحت و ۶۹ نفر جمعیت دارد و ۲۳۷٫۷۵ متر بالاتر از سطح دریا واقع شده‌است.